# Les Vertes Années (roman)
Pour les articles homonymes, voir Les Vertes Années.
Les Vertes Années (The Green Years) est un roman d'A. J. Cronin publié en 1944.

## Résumé
L'histoire de la vie d'un enfant racontée à la première personne.
Le héros, Robert Shannon a à peine huit ans quand ses parents décèdent, de ce fait il doit quitter Irlande, et doit partir à Levenford en Écosse chez ses grands-parents maternels, où vivent également des arrière-grands-parents qui, malgré leur âge avancé, vont être les seuls à lui apporter écoute et affection.
Les débuts du petit Robie dans la vie ne sont pas faciles, il est orphelin pauvre et, de plus, « papiste » comme on appelle les catholiques dans cette petite ville à majorité protestante. Robert devra faire face à beaucoup d'épreuves et de tourments pour se frayer son chemin.
Bien qu'il peine à trouver sa place au Collège, c'est un élève aux résultats scolaires brillants, heureusement, il a son ami Gavin, le fils du Maire, et aussi excellent que lui. Mais, pendant son adolescence, le héros vit plusieurs tragédies : la mort de son meilleur ami et son incapacité à gagner une bourse pour étudier la médecine à l'université, en raison d'une maladie soudaine. Ses projets sont sans cesse contrariés par le manque d'argent et la fameuse avarice écossaise.
Aigri par ses revers, Robert entre dans le monde adulte du travail avec peu d'espoir pour l'avenir. Rien ne s'arrange quand il tombe amoureux avec plus ou moins de succès de la jeune et jolie Alison. Pourtant, Robert Shannon aspire toujours à une carrière dans les sciences, mais cette voie lui semble fermée à cause du manque d'argent.
Cependant, la mort de son grand-père bien-aimé, aussi triste soit-elle, lui apporte un héritage qui lui permet enfin de poursuivre ses rêves.

## L'inspiration de A.J Cronin
A ces Vertes Années où résonne l'écho de ses propres souvenirs d'enfance, le célèbre romancier anglais A. J. Cronin a donné une suite dans Le Destin de Robert Shannon. A.J Cronin a une belle plume, une écriture soutenue mais il traite aussi de problèmes de son époque tout en bâtissant des histoires très humaines avec des personnages attachants. C'est un message de tolérance et d'espoir qui peut-être considéré comme universel, A.J. Cronin exprime une critique de la société bien-pensante toujours d'actualité. On retrouve la ville de Levenford en Ecosse dans beaucoup de livres de A.J Cronin.

## Adaptation au cinéma
- 1946 : Les Vertes Années (The Green Years), film américain réalisé par Victor Saville, avec Charles Coburn, Dean Stockwell et Jessica Tandy